# Farkas Bolyai
Farkas Bolyai [fárkaš bóljaj] (znan v nemško govorečih deželah tudi kot Wolfgang Bolyai), madžarski matematik, * 9. februar 1775, Bolya, Nagyszeben, Madžarska (zdaj Sibiu, Transilvanija, Romunija), † 20. november 1856, Marosvásárhely, Madžarska (zdaj Târgu Mureș, Romunija).
Znan je zlasti po svolih delih na področju geometrije. Njegovo najpomembnejše delo je Tentamen (Polni naslov: Tentamen iuventutem studiosam in elementa matheosos introducendi = Poskus vpeljave mladine v osnove matematike). Njegov sin János Bolyai je napisal dodatek (Appendix) k temu delu. Ta dodatek pomeni enega od temeljev neevklidske geometrije.